# IKU
IKU（いく、1月22日 – ）は、日本の女性シンガーソングライター。
北海道出身。音楽制作集団「I've」のボーカリストの1人で、2008年から2011年まではNBCユニバーサル・エンターテイメントジャパンに所属していた。血液型はA型。
1996年に『ラングリッサーIII』の主題歌・挿入歌を歌ったポリドール・レコード所属のIKU、2014年から2022年までThe Hey Songでピアノを担当していたIKU名義を使用する芝田育代とは別人である。

## 略歴
5歳の頃より電子オルガンを始める。小学校から高校生までの6年間、吹奏楽部に所属し、様々な楽器を担当。高校時代にはバンドを結成し、そこでボーカルの楽しさを知り、大学時代にはプロの歌手になることを決意した。
2006年より札幌市を中心に、自身のオリジナル曲やカバー曲のピアノ弾き語りライブといった音楽活動を開始。
2007年、I'veの島みやえい子が偶然彼女のライブに立ち会い、どんなジャンルでも歌えること、声質だけで勝負しない歌の上手さに感動し、高瀬一矢にIKUを紹介した。
2008年、デモテープを元にして作られた楽曲「木の芽風」がテレビアニメ『ハヤテのごとく!』の第4期EDテーマに使用される。その後、高瀬一矢をプロデューサーに迎え、同年3月19日にシングル『音のない夜空に/木の芽風』でメジャー・デビューを果たした。
2009年1月2日、日本武道館にて行われたI've設立10周年記念ライブイベント『I'VE in BUDOKAN 2009 〜Departed to the future〜』にゲスト出演。「Rimless〜フチナシノセカイ〜」と「木の芽風」を披露した。
2009年3月25日、自身初のオリジナル・アルバム『ユアウエア』を発売。楽曲制作にはIKUと高瀬一矢の他に、Barbarian On The Grooveのbassy、fripSideの八木沼悟志、大嶋啓之といったクリエイターが参加している。
2011年5月25日、Barbarian On The Grooveをプロデューサーに迎え、テレビアニメ『とある魔術の禁書目録II』挿入歌などが収録された2ndオリジナル・アルバム『ROBE』を発売。8月13日に発売されたBarbarian On The Grooveのアルバム『Barbarossa』にゲストボーカルとして参加。以降、同ユニットのアルバムに積極的に参加している。冬より放映されている石屋製菓の「白い恋人」のCMソング「HEART LAKE篇」にて、「庭の千草（アイルランド民謡）」を担当。
2014年よりI'veのボーカリストとして正式参加。
2015年3月15日、東京ドームシティホールにて行われたI've設立15周年記念ライブイベント『IVE RADICAL ENSEMBLE OF 15th ANNIVERSARY』に出演し、「Rimless〜フチナシノセカイ〜」とMELLの楽曲のカバー「KILL」「Red fraction」を披露した。8月14日に発表された楽曲「Share the world」でI'veソロボーカル・デビュー。
2017年7月28日にリリースされたI'veガールズ・コンピレーション・アルバム第10弾『ALIVE』に書き下ろし表題曲「ALIVE」で参加。
2018年4月6日、前作『ROBE』から約7年ぶりとなる3rdオリジナル・アルバム『Terminal』発売。
2025年8月6日より毎週水曜日、東京府中FMの「ミッドデイTAMAリバー」枠内にて冠番組「IKUの水曜ハミング」が放送されている。

## 作品

### シングル
|     | 発売日         | タイトル （発売元）                                                          | 収録曲 | 規格品番  |
| --- | -------------- | ---------------------------------------------------------------------------- | --- | --------- |
| 1st | 2008年3月19日  | 音のない夜空に／木の芽風 （NBCユニバーサル・エンターテイメントジャパン）     | 1. 音のない夜空に 作詞：IKU / 作曲・編曲：高瀬一矢 - 全国29局ネット音楽情報番組『プリン・ス』3月度テーマソング 2. 木の芽風 作詞・作曲：IKU / 編曲：高瀬一矢 - テレビアニメ『ハヤテのごとく!』エンディングテーマ 3. 音のない夜空に -Instrumental- 4. 木の芽風 -Instrumental- | GNCL-0029 |
| 2nd | 2008年11月26日 | Rimless〜フチナシノセカイ〜 （NBCユニバーサル・エンターテイメントジャパン）  | 1. Rimless〜フチナシノセカイ〜 作詞：IKU / 作曲：高瀬一矢・IKU / 編曲：高瀬一矢 - テレビアニメ『とある魔術の禁書目録』前期エンディングテーマ 2. 名残の月 作詞・作曲：IKU / 編曲：Blues T 3. Rimless〜フチナシノセカイ〜 -Instrumental- 4. 名残の月 -Instrumental-           | GNCL-0041 |
| 3rd | 2009年2月25日  | 誓い言〜スコシだけもう一度〜 （NBCユニバーサル・エンターテイメントジャパン） | 1. 誓い言〜スコシだけもう一度〜 作詞・作曲：IKU / 編曲：高瀬一矢 - テレビアニメ『とある魔術の禁書目録』後期エンディングテーマ 2. ユラリハル 作詞・作曲：IKU / 編曲：大久保薫 3. 誓い言〜スコシだけもう一度〜 -Instrumental- 4. ユラリハル -Instrumental-                    | GNCL-0044 |
| ※   | 2016年4月2日   | 君の名前 （FUCTORY records）                                                 | 1. 君の名前 作詞・作曲：IKU / 編曲：高瀬一矢 2. わたしの物語 作詞・作曲：IKU / 編曲：高瀬一矢 3. エイト 作詞・作曲：IKU / 編曲：高瀬一矢 4. 君の名前 -Instrumental- 5. わたしの物語 -Instrumental- 6. エイト -Instrumental-                                                 | ICD-66046 |
| ※   | 2020年10月30日 | 星降る夜に （FUCTORY records）                                               | 1. 星降る夜に 作詞：IKU / 作曲・編曲：C.G mix 2. めぐりゆく世界 作詞：IKU / 作曲・編曲：C.G mix 3. 星降る夜に -Instrumental- 4. めぐりゆく世界 -Instrumental- 5. 星降る夜に -Off vocal- 6. めぐりゆく世界 -Off vocal-                                                       | ICD-66080 |

### アルバム
|     | 発売日        | タイトル   | 規格品番                                  |
| --- | ------------- | ---------- | ----------------------------------------- |
| 1st | 2009年3月25日 | ユアウエア | GNCL-1198（初回限定盤） CL-1199（通常盤） |
| 2nd | 2011年5月25日 | ROBE       | GNCL-1239                                 |
| 3rd | 2018年4月6日  | Terminal   | ICD-66057                                 |

### 参加作品

#### Barbarian On The Groove関連
- Barbarossa（2011年8月13日）
  - Luminous-alpha（作詞：wight／作曲・編曲：mo2）
  - 22個のシュルティ（作詞：wight／作曲・編曲：mo2／歌：IKU & カヒーナ）

- apriori（2011年12月31日）
  - Innovations Lie（作詞・作曲・編曲：mo2）
  - Alternative Zero -オルタナティブゼロ-（作詞・作曲・編曲：wight）

- 一角獣に宿る夢 -Moonlit Phantom-（2012年12月31日）
  - エウロパ（作詞・作曲：wight／編曲：mo2）
  - 月影 -tsukikage-（作詞・作曲：wight／編曲：mo2）

- Mithrandir ～天に召されし獣～（2013年12月31日）
  - 幻 -maboroshi-（作詞・作曲：wight／編曲：mo2）
  - エウロパアイル（作詞・作曲・編曲：wight）
  - 闇は彼方へ…（作詞・作曲・編曲：wight）

- Daybreak／Bandalucia（2014年8月17日）
  - 暁の迷子たち（作詞・作曲・編曲：wight）
  - 黎明の光（作詞：wight／作曲・編曲：wight、吉野薫）

- 1：1.618（2014年12月30日） 
  - Serenity（作詞・作曲：wight／編曲：wight、吉野薫）

- 7th Dimension（2015年8月16日）  
  - Day After Yesterday（作詞・作曲・編曲：wight）

- Astral Ending／Bandalucia（2015年10月25日） 
  - セントラリア -cold open-（作詞・作曲・編曲：wight）
  - Astral Ending（作詞・作曲・編曲：wight）

- 0 [zero]（2015年12月31日） 
  - 睡蓮の蕾（作詞：wight／作曲・編曲：bassy）
  - ゆるやかな時間（作詞・作曲・編曲：wight）

#### I've関連
- IVE RADICAL ENSEMBLE of 15th ANNIVERSARY ライブパンフレット（2015年3月15日）
  - See You ～小さな永遠～ 2015 Extended mix（作詞：都築真紀、高瀬一矢、NAMI／作曲・編曲：高瀬一矢／歌：2015 I've Special Unit）

- 魔法少女リリカルなのはINNOCENT サウンドステージ01（2015年8月14日）
  - Share the world（作詞：IKU／作曲・編曲：高瀬一矢）

- 15th ANNIVERSARY I've GIRL'S COMPILATION 「The Time ～12 Colors～」（2016年1月1日）
  - grizzle（作詞：IKU／作曲：中沢伴行／編曲：中沢伴行、尾崎武士）

- I've×Key Collaboration Album（2016年12月29日）
  - Farewell song（作詞：麻枝准／作曲：戸越まごめ／編曲：高瀬一矢）

- I've GIRL's COMPILATION 10 「ALIVE」（2017年7月28日）
  - ALIVE（作詞：IKU／作曲・編曲：高瀬一矢）

- I've C-VOX 2000-2014（2018年1月1日）
  - 光の欠片（作詞：IKU／作曲・編曲：C.G mix）

- I've ORIGINAL Compilations - F-ive elements -（2018年12月29日）
  - 火 the flare（作詞・編曲：NAMI／作曲：高瀬一矢）
  - 水 the flow（作詞・編曲：NAMI／作曲：高瀬一矢）

- F-ive elements - hexa communion -（2019年12月28日）
  - 宙 -CHU-（作詞：NAMI／作曲・編曲：C.G mix）

- I've20周年 DL配信限定オリジナル楽曲「SHIFT -世代の向こう- 20th anniversary ver.」（2020年7月15日） 
  - SHIFT -世代の向こう- 20th anniversary ver.（作詞・作曲・編曲：高瀬一矢／歌：IKU、RINA、佐藤アスカ、Leina）

- I've Original Concept Compilation 「restoration」（2020年12月20日） 
  - Absurdity（作詞：IKU／作曲・編曲：NAMI）

- I've 20th Anniversary E-VOX（2021年12月18日）
  - Because of You（作詞：IKU／作曲・編曲 : C.G mix／歌：C.G mix & IKU）
  - 砂漠の雪 -mellow fly mix-（作詞：MELL／作曲・編曲：C.G mix）

- I've Member's Concept Compilation Album vol.01「SPRING BEAT -2022 春-」（2022年4月11日）
  - 蕾（作詞：IKU／作曲・編曲 : C.G mix）
  - 春空（作詞：IKU／作曲・編曲：高瀬一矢）

### 歌詞提供
- 悲しい星座／fripSide
- 明日、晴れるかな／三澤紗千香
- daybreak／C.G mix

## ライブ・イベント
- 2009年
  - I'VE in BUDOKAN 2009 〜Departed to the future〜(ゲスト出演)(1月2日 日本武道館)
  - FUTURE COMMUNICATION MIX 2009(12月26日 下北沢GARDEN)
  - フォレストライブ(3月25日 club asia)
- 2010年
  - 電撃GENEONミュージックフェス(9月26日 JCBホール)
  - ジェネオン fripSide FESTIVAL 2010(12月5日 品川Stellar Ball)
- 2011年
  - THE★SPY プレゼンツ いんぱくと！(1月22日 Zher the ZOO YOYOGI)
  - DK Anime ComplexFes 2011(1月23日 Zepp Tokyo)
  - 第53回さっぽろライラックまつり ライラック音楽祭(5月26日 札幌市大通公園 屋外ステージ)
  - IVE's PRESENT「Autumn in SAPPORO」(9月3日 KRAPS HALL)
  - WEEKEND LIVE Autumn in SAPPORO(9月22日 KRAPS HALL)
  - IKU presents 秋のうたごえ(10月8日,9日 代官山Simple voice)
- 2012年
  - IKU presents 冬のうたごえ(1月21日,22日 代官山Simple voice)
- 2015年
  - IVE RADICAL ENSEMBLE OF 15th ANNIVERSARY(3月15日 東京ドームシティホール)
- 2018年
  - NBCUniversal ANIME×MUSIC FESTIVAL 〜25th ANNIVERSARY〜(2月3日 さいたまスーパーアリーナ)
- その他
  - サッポロファクトリーウィークデーライブ(不定期 サッポロファクトリー)